# Neo Angelique
Neo Angelique (ネオ アンジェリーク?) è un videogioco simulatore di appuntamenti sviluppato dalla Koei e pubblicato dalla NEC Home Electronics per PlayStation 2 il 4 marzo 2006. Il 27 marzo 2008 è stata pubblicata una nuova versione del videogioco, totalmente doppiata ed intitolata Neo Angelique Full Voice, a cui sono stati aggiunti anche quattro nuovi personaggi. Una conversione del gioco per PlayStation Portable è invece stata pubblicata il 20 settembre 2008. Il character design del videogioco è di Kairi Yura.
Dal videogioco è stata tratta una serie televisiva animata intitolata Neo Angelique Abyss ed andata in onda su TV Tokyo dal 6 aprile al 29 giugno 2008. Una seconda stagione, Neo Angelique Abyss -Second Age- è stata trasmessa dal 6 luglio al 28 settembre dello stesso anno.